# Алашански сеносъбирач
Алашанският сеносъбирач (Ochotona argentata) е вид бозайник от семейство Пики (Ochotonidae). Видът е критично застрашен от изчезване.

## Разпространение
Разпространен е в Китай (Нинся).